# Xã Warren, Quận Sanborn, Nam Dakota
Xã Warren (tiếng Anh: Warren Township) là một xã thuộc quận Sanborn, tiểu bang Nam Dakota, Hoa Kỳ. Năm 2010, dân số của xã này là 60 người.